# 呼准鄂铁路
呼准鄂铁路是中华人民共和国内蒙古自治区双线电气化快速铁路，连接呼和浩特和鄂尔多斯，东起呼和浩特台阁牧站，经呼和浩特市土默特左旗、托克托县，跨越黄河后，经鄂尔多斯市准格尔旗、东胜区终至鄂尔多斯站。线路全长245公里，总投资217亿元。于2017年12月31日建成通车。

## 历史
2012年10月26日，呼准鄂铁路黄河特大桥工程奠基仪式在鄂尔多斯市准格尔旗大路新区举行。该桥全长4910.36米，主桥长1037.6米，总投资8.18亿元，设计总工期30个月。最大桥高77米，具有长联、大跨、高墩等特点，是当时黄河内蒙古流域跨度最大的桥梁。
2013年9月30日，呼准鄂铁路大黑河特大桥开工。11月9日，呼准鄂铁路全面开工建设。
2015年8月20日，呼准鄂铁路跨呼准铁路特大桥47＃、48＃墩桥梁转体施工顺利牵手合龙，大桥成功跨越呼准铁路甲兰营联络线以及京包铁路呼和南上下行铁路，一孔梁体横跨三条铁路线。10月16日，呼准鄂铁路黄河特大桥主跨顺利合龙。
2016年6月2日，呼准鄂铁路正线T梁架设完成。12月13日至14日，呼准段进行动态检测。
2017年12月31日，呼准鄂铁路开通运营。
2018年4月10日，呼准鄂铁路正式开通动车组列车。